# Skala akceptacji socjometrycznej
Skala Akceptacji Socjometrycznej - stosowana w badaniach socjometrycznych skala określająca poziom akceptacji badanej osoby w grupach, w których ona funkcjonuje.
Najczęściej skalę tę ustala się na podstawie ankiet socjometrycznych, zawierających serię prostych pytań dotyczących badanej osoby, które zadaje się członkom grupy, której ta osoba jest członkiem. Skala może być stosowana do ustalana poziomu akceptacji dla wybranych osób w grupie jak i prowadzenia analiz struktury funkcjonowania grup jako całości.
W Polsce często stosowaną jest zaproponowana przez Marka Pilkiewicza w latach 60. XX w. skala składająca się z 12  kategorii podzielonych na pięć grup podstawowych:
- Akceptacja (A) - osoba akceptowana przez prawie wszystkich członków grupy i przez nikogo nie odrzucana.
- Przeciętna akceptacja (X) - osoby, w stosunku do których występują postawy mało zróżnicowane, o średnim stopniu akceptacji.
- Polaryzacja akceptacji (P) - osoby, które mają zarówno silnych zwolenników jak i przeciwników w grupie.
- Odrzucenie (O) - osoby, w stosunku do których większość członków grupy ma aktywny stosunek negatywny.
- Izolacja (I) - osoby, które w sytuacji wyboru dokonywanego przez grupę są pomijane, nie są wybierane.